# La Chapelle-Pouilloux
La Chapelle-Pouilloux ist eine französische Gemeinde mit 171 Einwohnern (Stand 1. Januar 2022) im Département Deux-Sèvres in der Region Nouvelle-Aquitaine (vor 2016 Poitou-Charentes). Sie gehört zum Arrondissement Niort und zum Kanton Melle.

## Geographie
La Chapelle-Pouilloux liegt etwa 47 Kilometer ostsüdöstlich von Niort. Umgeben wird La Chapelle-Pouilloux von den Nachbargemeinden Clussais-la-Pommeraie im Norden, Mairé-Levescault im Nordosten und Osten, Sauzé-entre-Bois im Südosten, Lorigné im Süden sowie Melleran im Westen.

## Bevölkerungsentwicklung
| Jahr                       | 1962 | 1968 | 1975 | 1982 | 1990 | 1999 | 2006 | 2019 |
| Einwohner                  | 290  | 261  | 227  | 223  | 194  | 203  | 200  | 179  |
| Quellen: Cassini und INSEE |      |      |      |      |      |      |      |      |

## Sehenswürdigkeiten

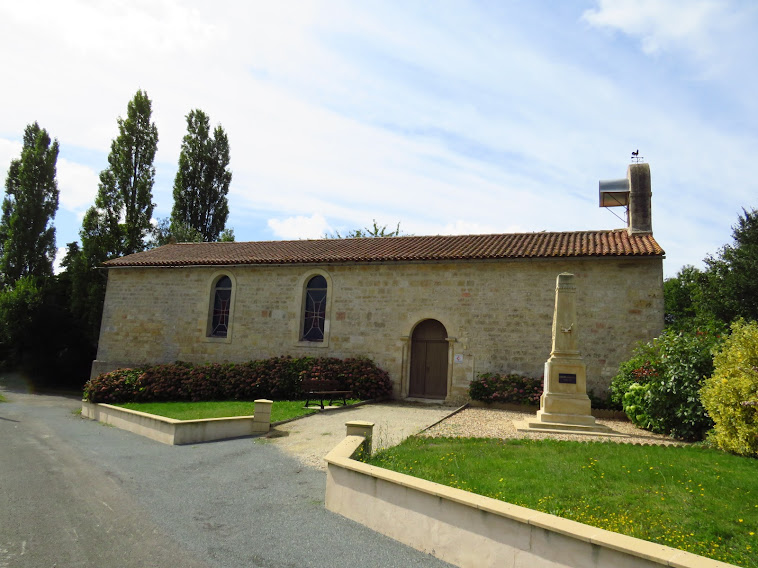
Kirche Saint-Junien

- Kirche Saint-Junien